# Giovanni l'Iberico
Giovanni l'Iberico, detto anche Giovanni l'Iberiano, Giovanni l'Atonita e Giovanni Iweron (Georgia, inizio IX secolo – Monte Athos, 12 luglio 1002), è stato un monaco cristiano georgiano venerato dalla chiesa come santo che lo festeggia il 12 luglio.
Era membro della nobiltà georgiana, sposato e comandante militare. Più tardi si ritirò a vita monastica in Bitinia. In seguito si recò a Costantinopoli per riscattare suo figlio Eutimio, che era trattenuto come ostaggio, presso l'imperatore bizantino.

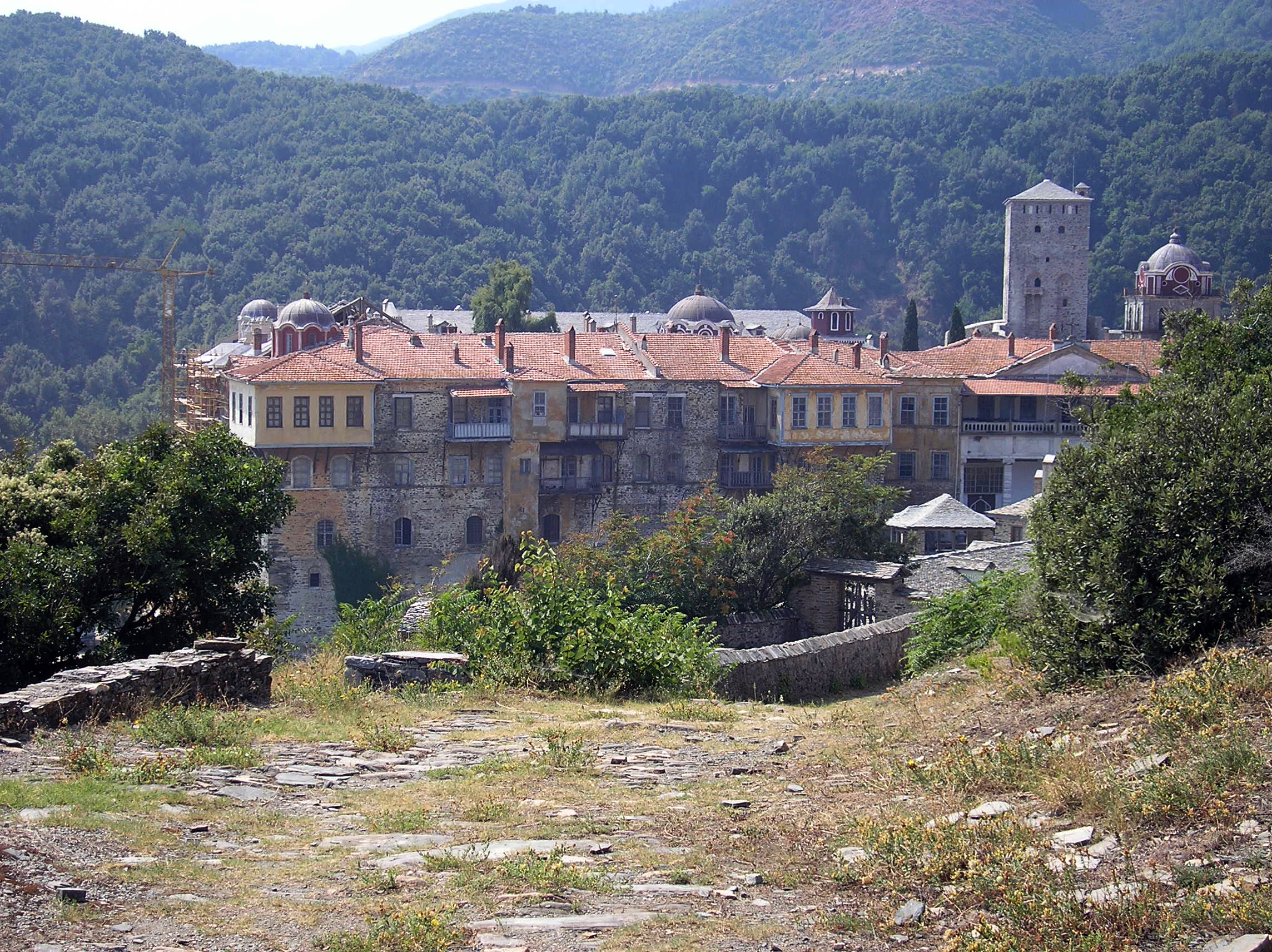
Il Monastero di Iviron fondato da Giovanni e i suoi compagni alla fine del IX secolo

Giovanni e suo figlio ebbero molti proseliti e con essi si ritirarono presso la lavra di Atanasio sulla Montagna Santa. Più tardi fondarono un nuovo monastero di Iviron con l'aiuto del cognato Giovanni generate dell'esercito georgiano, anche lui ritiratosi a vita monastica presso Atanasio. Giovanni fu il primo egumeno del monastero di Iviron, che fu, fino al XVI secolo, il monastero dei monaci georgiani, mentre oggi questa lavra è servita da monaci greci.